# North Road (stade)
North Road était un stade de football et de cricket à Manchester, Angleterre. Il a été le premier terrain à domicile du Manchester United Football Club – alors connu sous le nom de Newton Heath Lancashire & Yorkshire Railway Football Club – de la fondation du club en 1878 à 1893, lorsqu'il a déménagé pour le nouveau terrain de Bank Street, situé à Clayton (en).

## Histoire
Initialement, le stade était seulement constitué d'une pelouse autour de laquelle environ 12 000 personnes pouvaient se regrouper. Le club signa ses premiers contrats professionnels en 1886 et rompit avec son sponsor (une compagnie de chemins de fer), mais sans le soutien financier de la compagnie, il n'eut pas les moyens de payer la location et fut expulsé en juin 1893. Entretemps, l'ajout de tribunes par le club en 1891 augmenta à environ 15 000 personnes la capacité d'accueil du stade.